# Máltai selyemkutya
A máltai selyemkutya (Maltese) egy máltai fajta.

## Történet
Kialakulása körülbelül Kr. e. 500-ra tehető. Lehetséges, hogy a legidősebb európai törpefajta. Elődjeit a föníciaiak honosíthatták meg Máltán. Élénk, tanulékony állat, amely a kutyarajongók számtalan nemzedékét hódította meg. Egykor (tévesen) máltai terriernek is nevezték, mivel elegáns külleme dacára kitűnő patkányfogó hírében állt. A Máltai selyemkutya a Bichon fajták közé tartozik, nem a Terrierek közé, ezért a "Máltai Terrier"  kifejezés, egy téves ragadványnév.  

## Külleme
Marmagassága 25 centiméter, tömege 2–4 kilogramm. A bichonok fajtacsoportjába tartozó, apró termetű, mutatós kutya. Hosszú, selymes, hófehér szőrzete érdekes kontrasztot alkot ovális, sötétbarna szemeivel és az azokat övező fekete szemhéjakkal. Bundája – különösen a fej tájékán – kissé sárgás árnyalatú lehet.

## Jelleme
Természete barátságos és éber. Lakásban is tartható. 

## Képgaléria

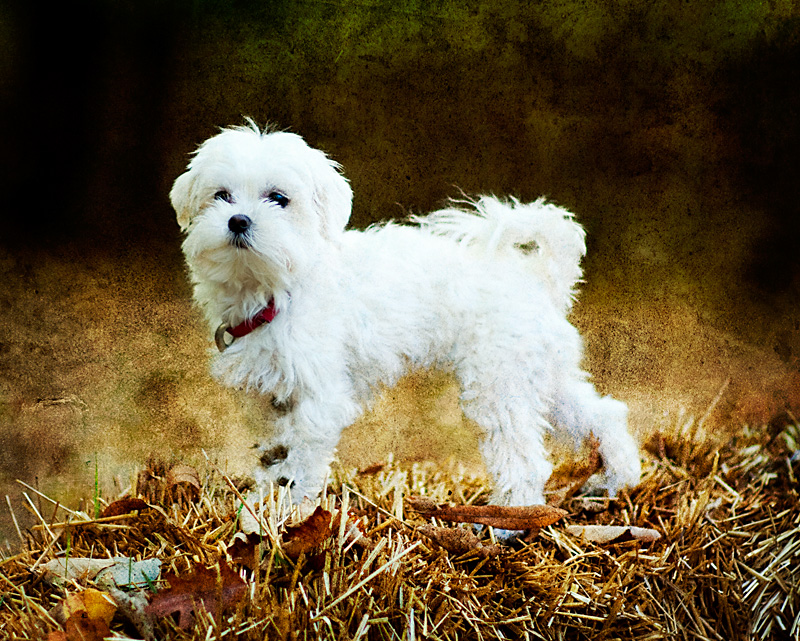
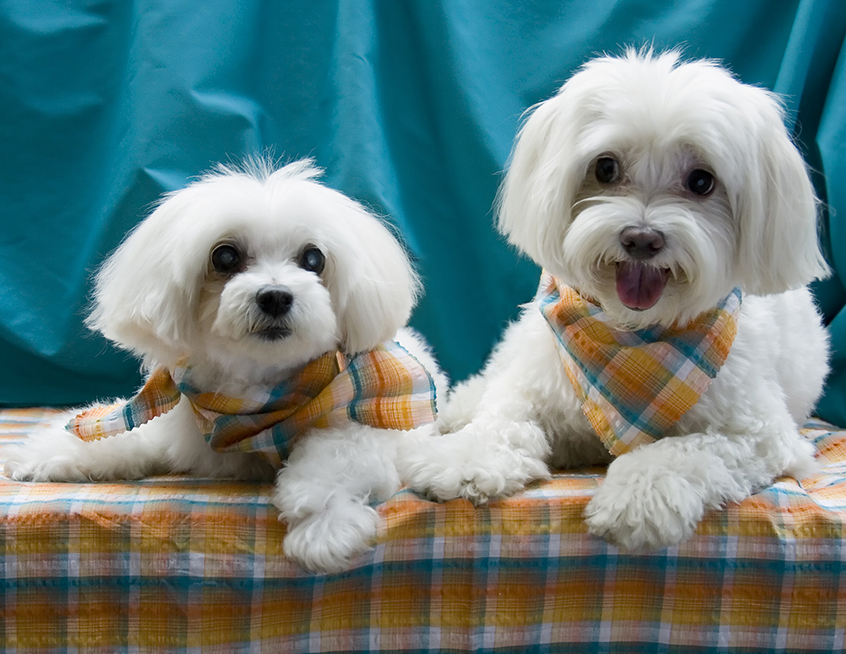
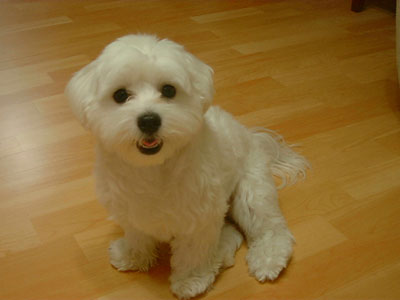
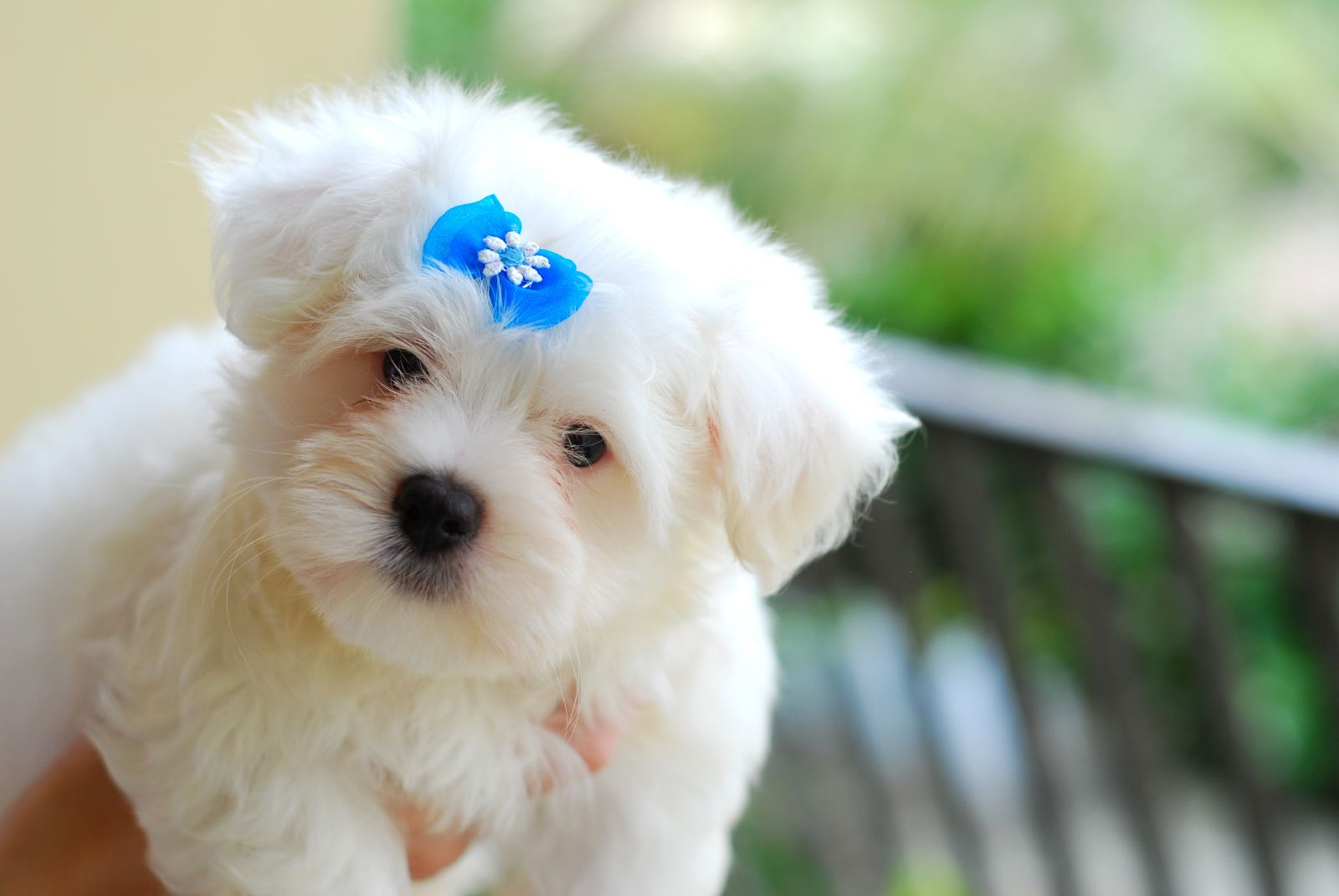
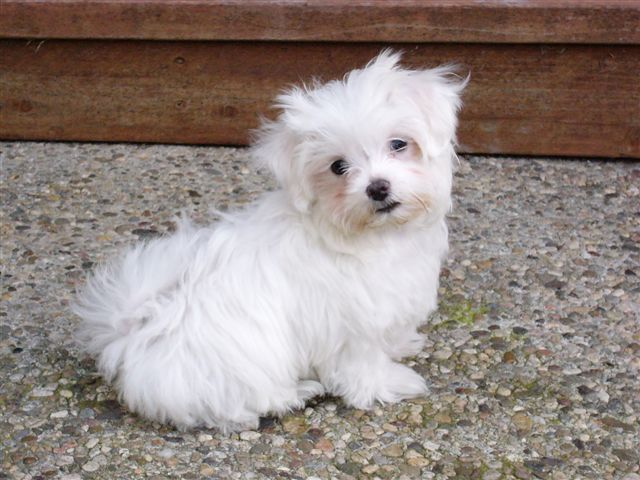